# Семейството на Голямата стъпка
„Семейството на Голямата стъпка“ (на английски: Bigfoot Family) е компютърна анимация от 2020 г. на режисьорите Бен Стасен и Джеръми Дегрюсън, продължение на „Синът на Голямата стъпка“ (The Son of Bigfoot) от 2017 година. Филмът беше пуснат като Bigfoot Superstar.

## Производство
Продукцията за „Семейството на Голямата стъпка“ започва малко преди излизането на седмия анимационен пълнометражен филм на nWave, „Кралско Корги“ (The Queen's Corgi). Филмът проследява „Синът на Голямата стъпка“ (The Son of Bigfoot), който излезе по кината през 2018 г. Анимационното студио дразни производството на филма на дигиталната среща на върха в Париж през 2020 г.

### Музика
След като си сътрудничи с nWave Pictures в саундтрака на „Синът на Голямата стъпка“ (The Son of Bigfoot), белгийската музикална група Puggy се съгласи да вкара саундтрака на „Семейството на Голямата стъпка“ (Bigfoot Family). Пъги си сътрудничи със Силви Хоарау за сингъла Out in the Open, с разрешението на Sony Music, който е включен във филма по време на пътуването на Адам до Аляска.

### Пускане
През юни 2020 г. „Семейството на Голямата стъпка“ направи премиера на Международния фестивал на анимационния филм в Анси. На фестивала той беше номиниран за най-добър анимационен пълнометражен филм. Премиерата на филма беше на Netflix на 26 февруари 2021 г. Това беше филм №1 на Netflix в САЩ, Канада, Австралия, Нова Зеландия и Великобритания през първия си уикенд и остана филм №1 в САЩ за 6 дни подред.

## В България
В България филмът е пуснат по кината на 21 май 2021 г. от bTV Studios. Българският дублаж е нахсинхронен, подготвен в Андарта Студио. Екипът се състои от:
| Озвучаващи артисти | Чавдар Монов Илиян Марков Христо Чешмеджиев Николай Пърлев Иван Велчев Константин Лунгов Цветослава Симеонова Явор Караиванов Момчил Степанов Владимир Зомбори Петър Бонев Георги Иванов Мими Йорданова Августина-Калина Петкова |